# جون کلارک
جون کلارک (انگلیسی: Joan Clarke؛ ۲۴ ژوئن ۱۹۱۷ – ۴ سپتامبر ۱۹۹۶) ریاضی‌دان، دانشمند رایانه و سکه‌شناس اهل بریتانیا بود.
وی در «دانشکدهٔ نیونام» از دانشگاه کمبریج در رشتهٔ ریاضیات تحصیل کرد و با بالاترین نمره و درجهٔ افتخار از آنجا فارغ‌التحصیل شد؛ اما مدرکش را به او اعطا نکردند، چرا که اعطای مدرک کامل تحصیلی در این دانشگاه، مختصِ فارغ‌التحصیلان مذکر بود.
او یکی از کسانی بود که نقش مهمی در تحلیل رمز و رمزگشایی ماشین انیگمای ارتش آلمان نازی در خلال جنگ جهانی دوم داشت و بعدها برندهٔ نشان امپراتوری بریتانیا شد.
وی مدتی نامزد آلن تورینگ بود که به دلیل تمایلات همجنس گرایانه تورینگ، این ارتباط منجر به ازدواج نشد.